# Молден (Масачусетс)
Молден (енгл. Malden) град је у америчкој савезној држави Масачусетс. По попису становништва из 2010. у њему је живело 59.450 становника.

## Демографија
Према попису становништва из 2010. у граду је живело 59.450 становника, што је 3.110 (5,5%) становника више него 2000. године.
| Група             | 2000.          | 2010.          |
| Белци             | 39.230 (69,6%) | 31.211 (52,5%) |
| Афроамериканци    | 4.592 (8,2%)   | 8.796 (14,8%)  |
| Азијати           | 7.882 (14,0%)  | 11.971 (20,1%) |
| Хиспаноамериканци | 2.696 (4,8%)   | 4.992 (8,4%)   |
| Укупно            | 56.340         | 59.450         |